# Risshō Kōsei Kai

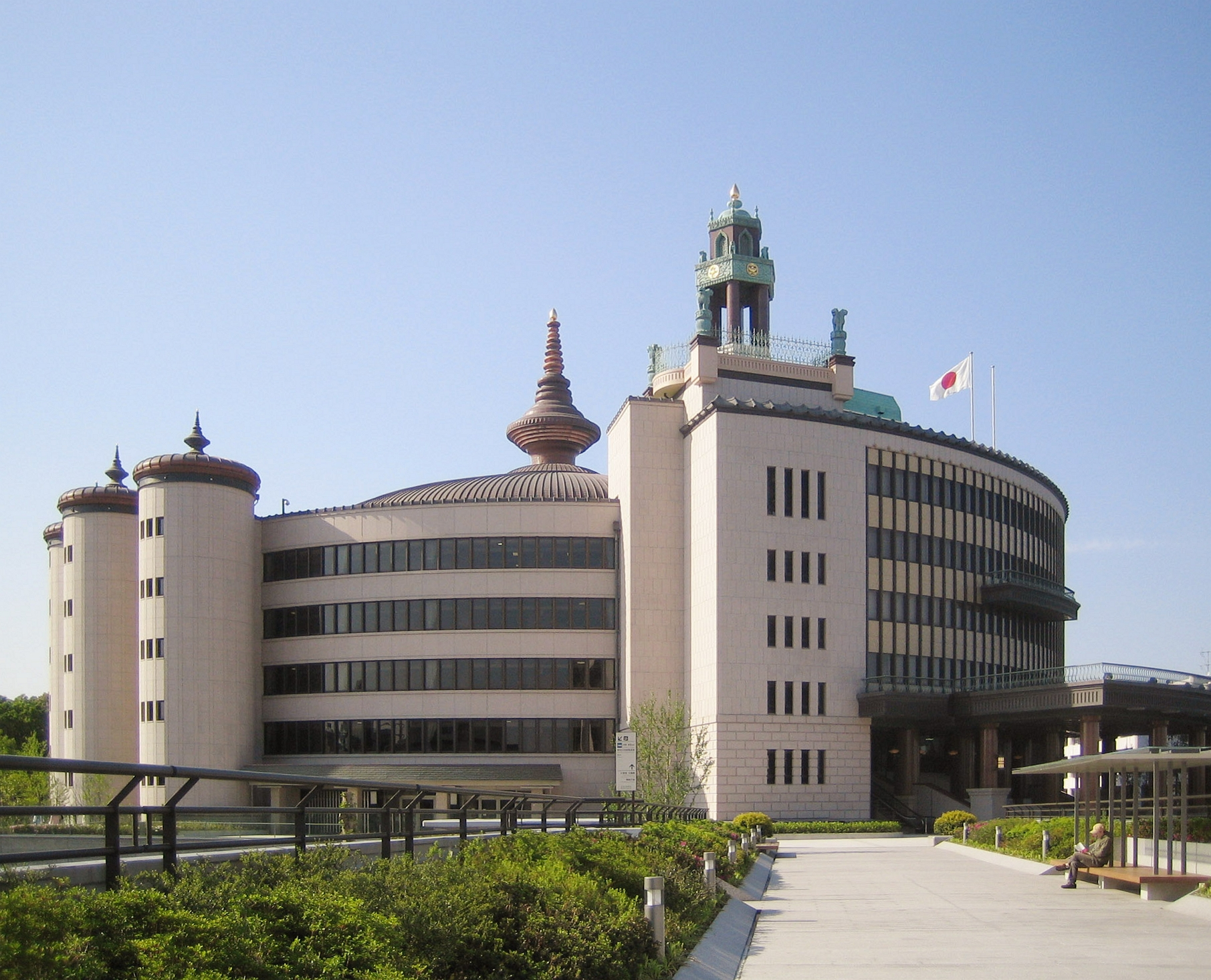
La sede principale della Risshō Kōsei Kai a Tokyo.

La Risshō Kōsei Kai (立正佼成会, Associazione per realizzare la perfezione nelle giuste relazioni reciproche) è una associazione laica buddista giapponese fondata il 5 marzo 1938 da Niwano Nikkyō (庭野日敬, 1906-1999) e dalla sua discepola Naganuma Myokō (長沼妙佼, 1889-1957). Nel 1960 fondò la Tokyo Kosei Wind Orchestra.

## Significato del nome
I kanji che compongono il nome 立正佼成会 Risshō Kōsei Kai significano:
立 ris: realizzare;

正 shō: corretto;

佼 kō: relazioni;

成 sei: perfezionare

会 kai: associazione.
Quindi "Associazione per realizzare la perfezione nelle giuste relazioni reciproche".

## Origini e sviluppo
Niwano Nikkyō era un commerciante originario di un piccolo villaggio agricolo, Suganuma nei pressi di Tokomachi situato sulle montagne della prefettura di Niigata, trasferitosi a Tokyo nel 1923.
Nel 1934, a seguito anche della grave malattia della giovane figlia e su consiglio del suo amico Arai Sukenobu già aderente all'associazione buddista Reiyūkai (霊友会), Niwano avviò il suo studio del Sutra del Loto aderendo al movimento religioso di Sukenobu.
Questo movimento, il Reiyūkai, era stato fondato nel 1925 da Kotani Kimi (小谷喜美, 1901–1971), una devota laica del Buddismo Nichiren a cui erano attribuiti poteri sciamanici, e da suo cognato Kubo Kakutarō (久保角太郎, 1890-1944).
Quattro anni dopo Niwano, insoddisfatto dalla Reiyūkai, soprattutto per il fatto che sconsigliasse lo studio del Sutra del Loto, abbandonò l'associazione fondata da Kimi e con la sua allieva Myokō fondò la Risshō Kōsei Kai.
I principi dottrinali diffusi subito dalla nuova associazione di Niwano furono quelli di ritenere che la recitazione del Sutra del Loto, la venerazione degli antenati e il miglioramento della propria condotta morale potesse ovviare agli effetti karmici negativi di un individuo.
Questi principi uniti al desiderio di coinvolgere sempre più persone all'interno dell'associazione, all'uso di tecniche di divinazione di origine cinese (che Niwano aveva a lungo studiato prima del suo incontro con il Sutra del Loto) e alla pratica dell'hōza (法座, luogo in cui si discute il Dharma) ovvero sedute di gruppo di sostegno religioso furono i tratti caratteristici della Risshō Kōsei Kai.
Con i suoi circa sei milioni di seguaci e i 239 luoghi di pratica in Giappone, la Risshō Kōsei Kai  si pone come la seconda associazione laica dopo la Sōka Gakkai. Fuori del Giappone presenta sette centri di pratica ed è in rapporti di collaborazione con la Chiesa cattolica, condividendo importanti iniziative comuni con il Movimento dei focolari fondato da Chiara Lubich.
La Risshō Kōsei Kai è attivamente impegnata nel dialogo interreligioso e il suo precedente presidente, Nikkyō Niwano (庭野日敬, 1906 - 1999), è stato tra i fondatori della World Conference Religions for Peace (WCRP).